# Umzingwani

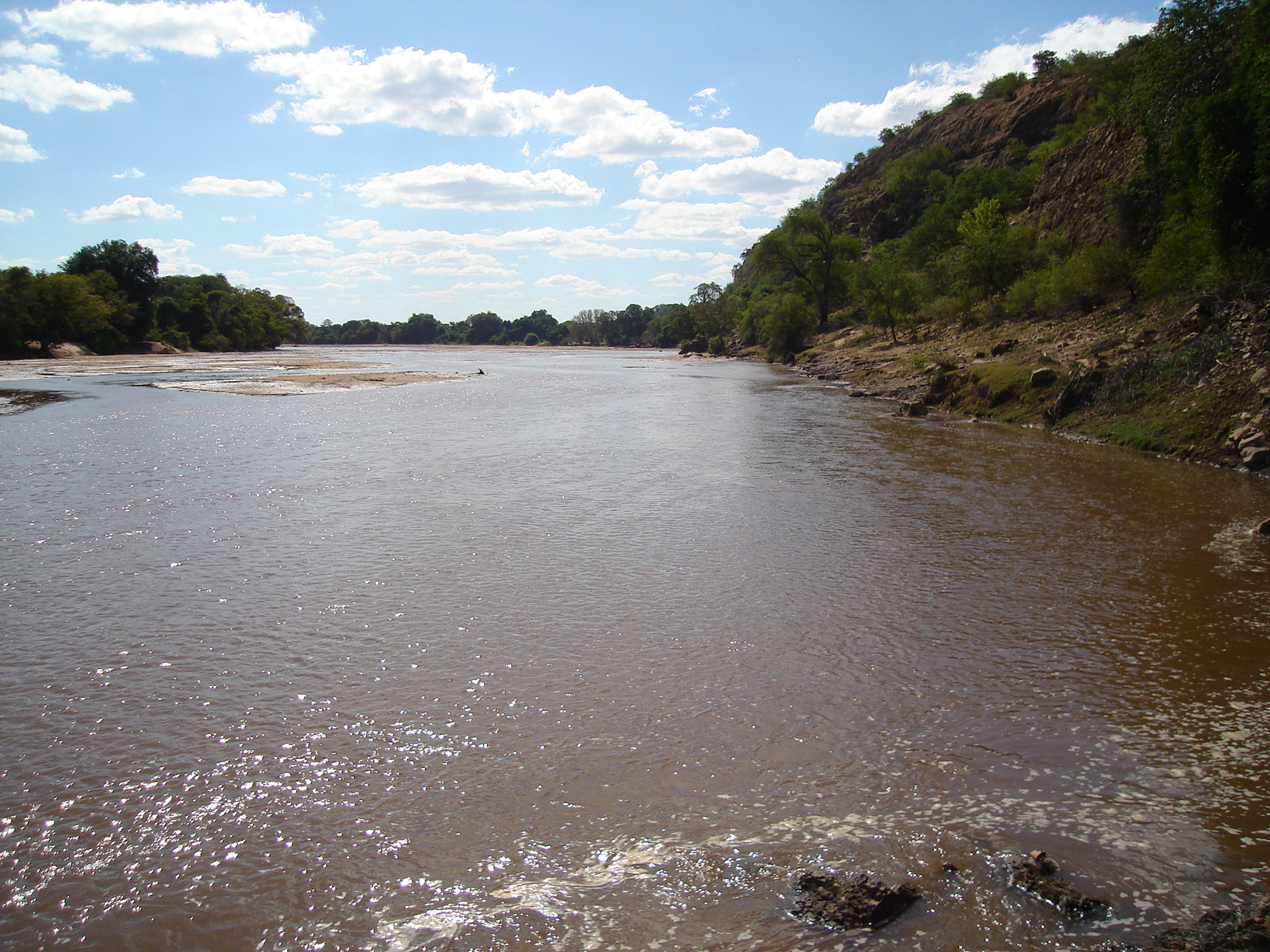
De Umzingwani

De Umzingwani (ook Umzingwane gespeld) is een zijrivier van de Limpopo in Matabeleland in Zimbabwe.
De rivier ontspringt in het Nationaal Park Matobo ten zuiden van Bulawayo. Bij Esogodini vormt een stuwdam uit 1958 een meer van 57 miljoen m³. Na de stuw stroomt de Umzigwani naar het zuiden door West Nicholson en mondt bij Beitbridge uit in de Limpopo.
Het stroomgebied bedraagt 12.600 km², maar aangezien de streek lange droogteperiodes kent, komt het voor dat de stroom nauwelijks water bevat. Er zijn goudzoekers actief langs de stroom. Op de plaatsen waar dit gebeurt, zijn de bomen geveld en is het water met kwik vervuild.